# Coprinopsis strossmayeri
Coprinopsis strossmayeri är en svampart som tillhör divisionen basidiesvampar, och som först beskrevs av S. Schulz., och fick sitt nu gällande namn av Redhead, Vilgalys och Jean-Marc Moncalvo. Coprinopsis strossmayeri ingår i släktet Coprinopsis, och familjen Psathyrellaceae. Arten har ej påträffats i Sverige.